# Чарнковский, Николай
Николай Чарнковский (пол. Mikołaj Czarnkowski; вторая половина XIV века — 1414 год) — польский государственный и военный деятель, подчаший калишский (1396—1401), познанский земельный судья (1401—1414).

## Биография
Представитель польского дворянского рода Чарнковских герба Наленч III. Сын судьи познанского Яна Чарнковского. В 1396—1401 годах он был подчашим (виночерпием) калишским, а затем судьей в Познани в 1401—1414 годах. Исполнитель многочисленных дипломатических миссий польского короля Владислава Ягелло, прежде всего касающихся польско-тевтонских отношений. Благодаря своим поместьям в Новой Марки (город Члопа) он был лично заинтересован в успехе усилий короля Польши в 1402—1411 годах по приобретению этой территории. После мира в Раценжеке в 1404 году он вёл одни из мирных переговоров с войтом Новой Марки Болдуином фон Сталем, а два года спустя от имени польского короля решил вопрос о своих правах на крепость и город Валч. В следующем году, когда между Польшей и Орденом произошёл очередной спор по поводу Новой Марки, он в качестве старосты Валча защищал местный замок от нападения Болдуина фон Сталя. В 1408 году он вступил в частные споры по поводу нанесенного ему ущерба в Члопе, а также с Генрихом Гюнтерсбергом. Участник Грюнвальдской битвы и успешной осады Нове в 1410 году. Участник польско-литовской делегации в декабре 1410 года, ведущей переговоры об условиях мира с Тевтонским орденом. Свидетель и подписавший Торуньский мир, заключенный 1 февраля 1411 года. В декабре 1412 года он получил от короля Ягайло задание захватить замки в Новой Марке, обещанные великим магистром Ордена. В 1413 году он взял на себя ещё одну дипломатическую задачу вместе с калишским воеводой Мацеем из Вонсоша — отправить к великому магистру посланника по поводу выполнения условий мира 1411 года. Он также был свидетелем заключения польско-литовской унии, заключенной в Городле 2 октября 1413 года, и поэтому подписал её грамоту. Участник конгресса в Грабове в апреле 1414 года, на котором обсуждались польско-тевтонские вопросы. Известно, что 30 мая 1414 года он был ещё жив и, вероятно, вскоре после этого умер.
Считается, что более поздние владельцы Чарнкува, братья Каспер, Винцент и Ян, являются его сыновьями.